# Тюлег

Тюлег — река в России, протекает в Нагорском и Слободском районах Кировской области. Устье реки находится в 15 км по левому берегу реки Озерница. Длина реки составляет 12 км.
Исток реки на Северных Увалах в 13 км к северу от посёлка Центральный, центра Озерницкого сельского поселения. Река течёт на юг, верхнее и среднее течение лежит в Нагорском районе, нижнее в Слободском. Всё течение реки ненаселено. Впадает в Озерницу выше посёлка Озерница.

## Данные водного реестра
По данным государственного водного реестра России относится к Камскому бассейновому округу, водохозяйственный участок реки — Вятка от истока до города Киров, без реки Чепца, речной подбассейн реки — Вятка. Речной бассейн реки — Кама.
По данным геоинформационной системы водохозяйственного районирования территории РФ, подготовленной Федеральным агентством водных ресурсов:
- Код водного объекта в государственном водном реестре — 10010300212111100031594
- Код по гидрологической изученности (ГИ) — 111103159
- Код бассейна — 10.01.03.002
- Номер тома по ГИ — 11
- Выпуск по ГИ — 1